# Schienenverkehr in Mexiko
Der Schienenverkehr in Mexiko wird heute von mehreren großen privaten Eisenbahngesellschaften betrieben. Für die Größe des Landes ist er unterentwickelt.

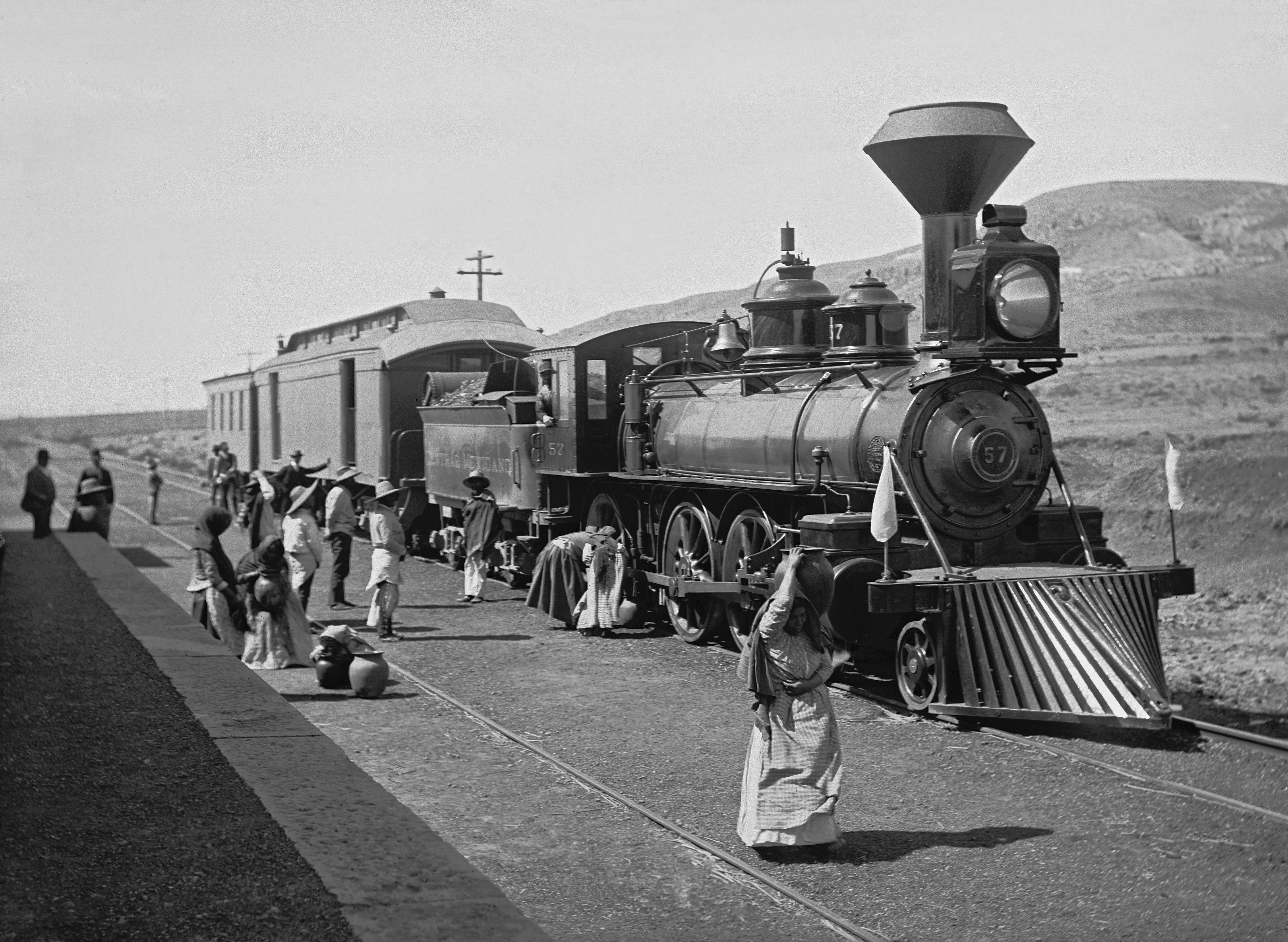
Zug des Ferrocarril Central Mexicano zwischen 1880 und 1897

## Historische Entwicklung

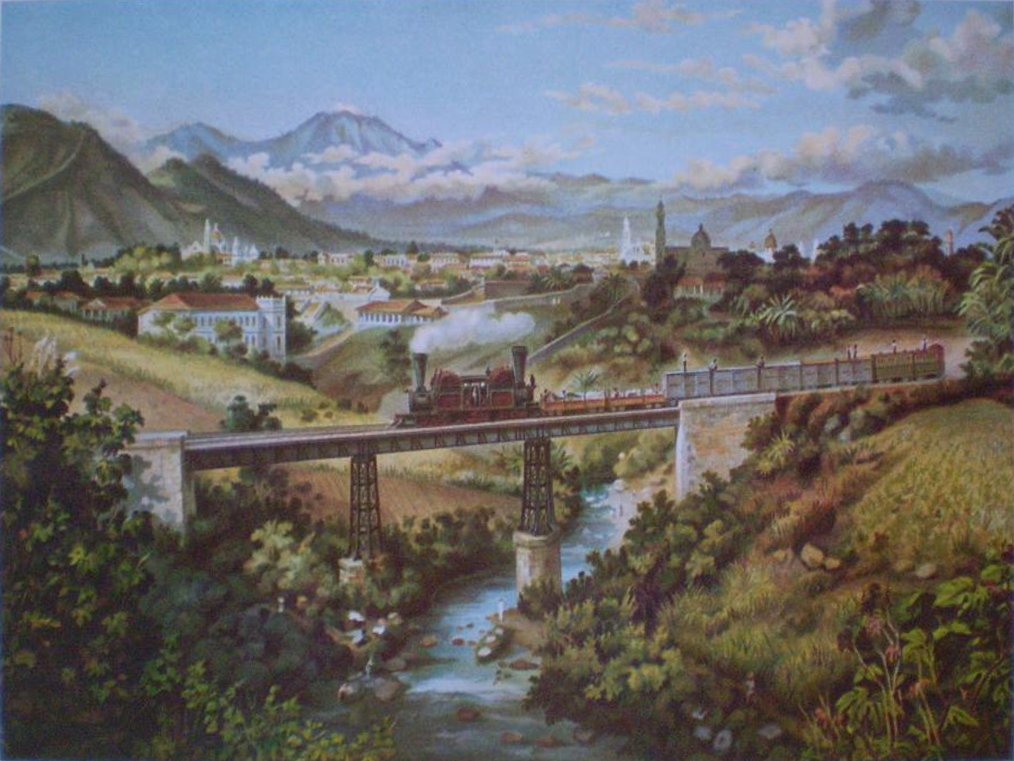
Eisenbahnbrücke bei Orizaba, 1877

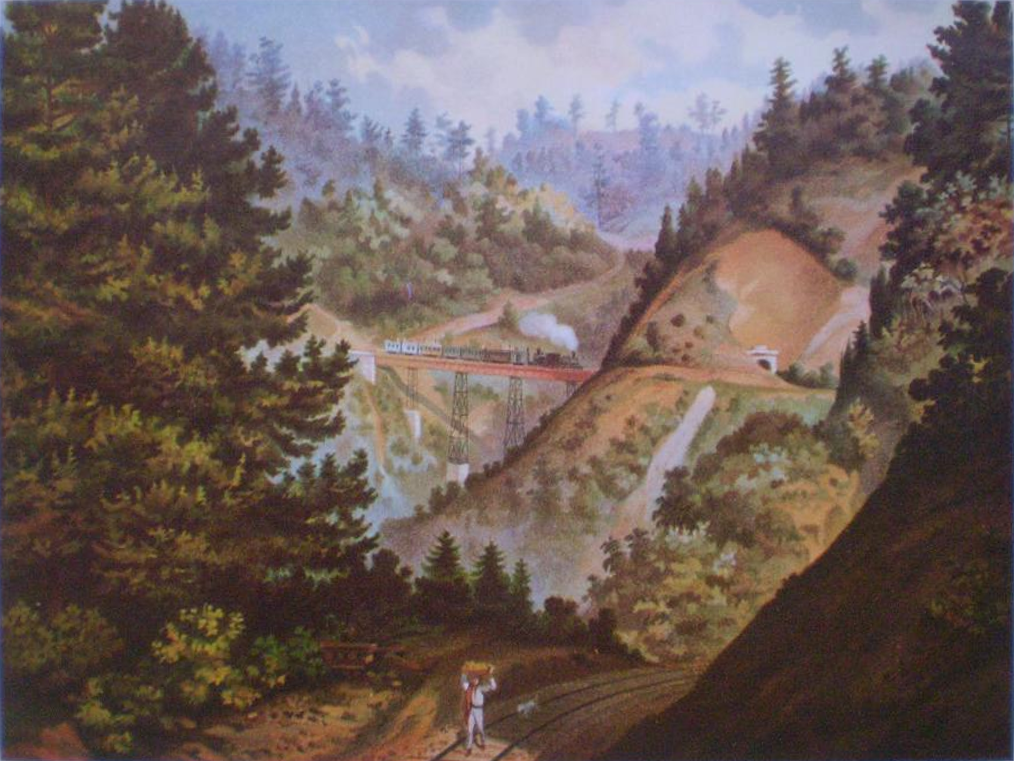
Ferrocarril Mexicano bei Maltrata, 1877

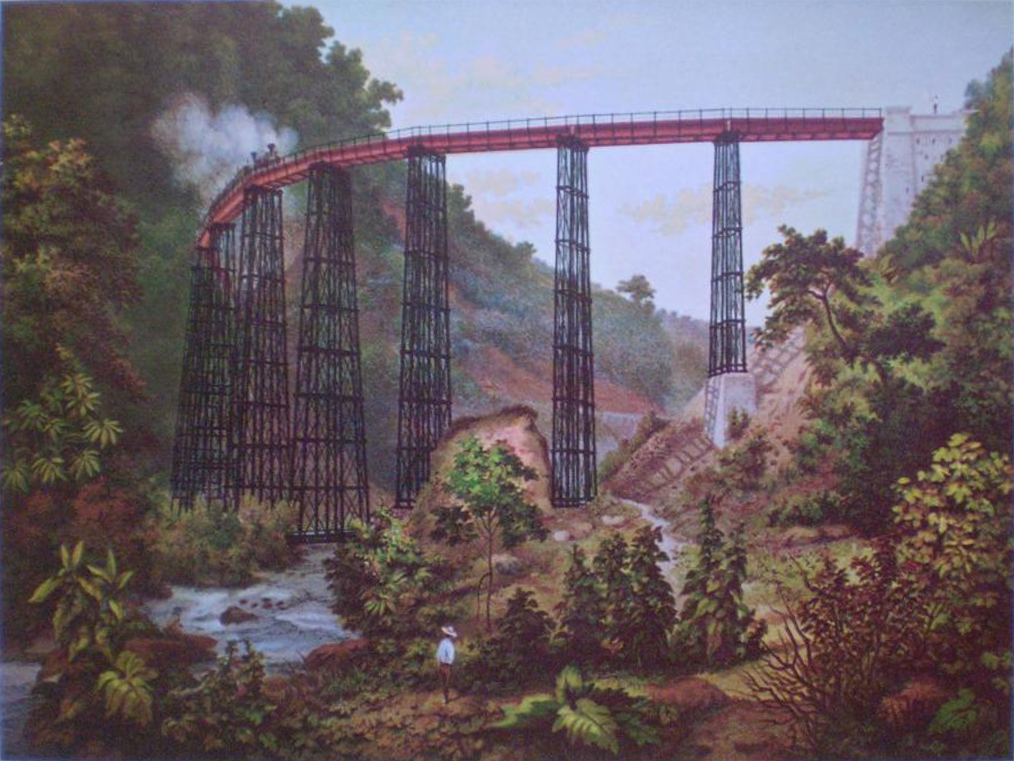
Ferrocarril Mexicano, Puente de Metlac

Die erste Eisenbahnstrecke in Mexiko wurde ab 1850 vom Hafen Veracruz aus in Richtung Mexiko-Stadt gebaut. Sie war 680 km lang und wurde in voller Länge 1876 dem Verkehr übergeben. Im Jahr 1910, kurz vor der mexikanischen Revolution, waren knapp 20.000 km in Betrieb, davon knapp ein Viertel Schmalspurstrecken mit 3 Fuß (914 mm) Spurweite. Bis dahin waren 360 Konzessionen ausgestellt worden, betrieben wurden jedoch nur 99 Strecken durch 76 Gesellschaften. Der Zustand der Strecken war schlecht und wenig effizient.
Wichtige frühe Bahnstrecken in Mexiko
| Name                                                                   | von                           | nach                         | fertig | Länge (inkl. Nebenstrecken) | Spurweite |
| ---------------------------------------------------------------------- | ----------------------------- | ---------------------------- | ------ | --------------------------- | --------- |
| Ferrocarril Mexicano (Karte: )                                         | Mexiko-Stadt                  | Veracruz (via Orizaba)       | 1873   | 470 km                      | 1435 mm   |
| Ferrocarril Central Mexicano (Karte: )                                 | Mexiko-Stadt                  | Ciudad Juárez (US-Grenze)    | 1884   | 3515 km                     | 1435 mm   |
| Ferrocarril de Sonora                                                  | Hermosillo                    | Nogales (US-Grenze)          | 1881   | 422 km                      | 1435 mm   |
| Ferrocarril Nacional (Karte: )                                         | Mexiko-Stadt                  | Nuevo Laredo (US-Grenze)     | 1888   | 1715 km                     | 1435 mm   |
| Ferrocarril Internacional                                              | Durango                       | Piedra Negras (US-Grenze)    | 1892   | 1456 km                     | 1435 mm   |
| Ferrocarril Interoceánico (Karte: )                                    | Mexiko-Stadt                  | Veracruz (via Xalapa)        | 1892   | 817 km                      | 914 mm    |
| Ferrocarril Panaméricano                                               | San Jerónimo (b. Tehuantepec) | Tapachula (Grenze Guatemala) | 1908   | 458 km                      | 1435 mm   |
| Ferrocarril Sud-Pacífico de México (einschl. FC de Sonora, siehe oben) | Guadalajara                   | Nogales (US-Grenze)          | 1927   | 1483 km                     | 1435 mm   |

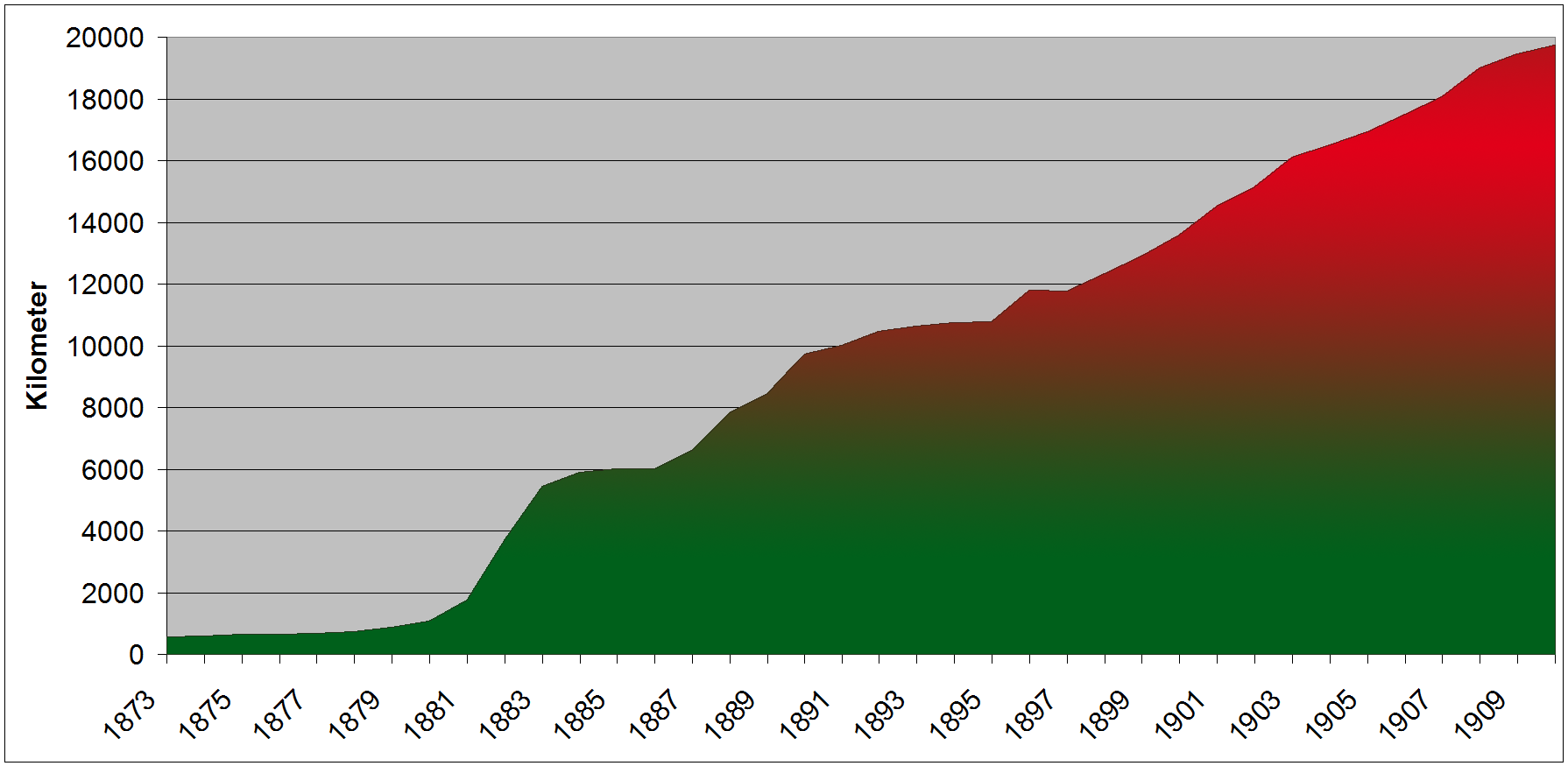
Entwicklung des mexikanischen Schienennetzes bis 1910

Während der Revolution spielten die Bahnstrecken für den Erfolg der verschiedenen Feldzüge eine große Rolle, Züge dienten oftmals sogar als rollende Hauptquartiere. Die Kriegsschäden waren gewaltig, so wurde etwa die Hälfte der (zumeist hölzernen) Brücken zerstört, andere durch mangelnde Instandhaltung beschädigt, wobei kleinere Schäden vielfach schnell wieder in Stand gesetzt wurden (von einer Brücke wird berichtet, dass sie in einem Monat fünfmal repariert wurde), Fahrzeuge fehlten in großen Maße. Für Wiederaufbau und Ersatzbeschaffung wurden Kredite im Ausland aufgenommen, die Mexiko weder bedienen noch zurückzahlen konnte. Die langwierigen Verhandlungen, vor allem mit dem Vertreter der Schuldner, dem Bankhaus JP Morgan Chase, zogen sich über Jahre hin; Zahlungen wurden immer wieder suspendiert. Im Jahr 1925 übergab die Regierung der Gesellschaft Ferrocarriles Nacionales das Bahnnetz, behielt aber 51 % des Kapitals. Durch Unruhen und andere widrige Umstände sank das Betriebsergebnis der Bahnen kontinuierlich, während die angehäuften Schulden stiegen. Übereinkünfte mit den Kreditgebern wurden nicht umgesetzt. Andererseits kam es zu organisatorischen Umstrukturierungen, die die Produktivität des Bahnsystems steigerten. Hierzu gehört auch die Elektrifizierung des Aufstiegs auf das mexikanische Hochland aus der Küstenebene von Veracruz zwischen Paso de Macho und Esperanza, die 1928 in Betrieb ging und 2000 Meter Höhenunterschied überwinden musste. Die Strecke wurde erst 1994 zu Gunsten einer Neubaustrecke aufgegeben.

### Nationalisierung

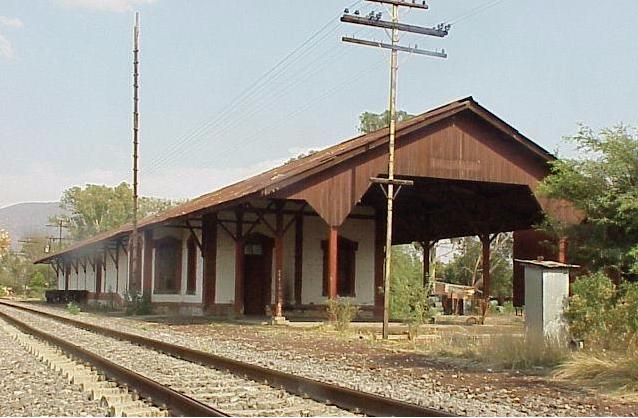
Typische Bahnstation mit Ziegelbau und offenem Schuppen in Atequiza, Jalisco (Linie I)

Trotz der staatlichen Mehrheitsbeteiligung konnte das Ziel der Regierung, eine dem sozialen Wohl verpflichteten Eisenbahngesellschaft zu errichten, nicht erreicht werden. Unter Präsident Lázaro Cárdenas del Río wurde daher am 13. Juni 1937 die Nationalisierung der privaten Anteile verkündet. Von 1938 bis Ende 1940 lag die Leitung der Bahngesellschaft in den Händen der Arbeiter, anschließend wurde eine staatliche Gesellschaft geschaffen, die Ferrocarriles Nacionales de México (FNM). Der Zweite Weltkrieg bedeutete eine gewaltige Herausforderung, weil nur mit der Bahn der ungeheure Bedarf der USA an Gütern aus Mexiko transportierbar war. Dafür war die Bahn jedoch in keiner Weise ausgerüstet. Zudem war durch den U-Boot-Krieg der Landtransport der einzige zuverlässige Weg. Für diese Aufgabe fehlte es jedoch an Lokomotiven, die nicht zu beschaffen waren, und an Güterwagen, die in großem Maß von US-amerikanischen Gesellschaften (nicht immer mit deren Einverständnis) geliehen wurden. Die Überbeanspruchung des Schienennetzes, das seit Beginn des Jahrhunderts kaum verbessert worden war, und der Fahrzeuge führte zu enormen Rückstaus im Verkehr – besonders dort, wo Normalspur- und Schmalspurnetze miteinander verknüpft waren.

Neue und alte, aufgegebene Trassenteile zwischen Esperanza (Puebla) und Paso del Macho (Veracruz); alte Trasse ursprünglich elektrifiziert»«

Nach dem Krieg lag das Hauptaugenmerk auf der Reparatur der Infrastruktur und der schon lange geplanten, aber bis dahin selten realisierten Umspurung der Schmalspurstrecken auf Normalspur. Hierbei wie auch bei bereits mit Normalspur ausgerüsteten Strecken wurden Begradigungen und vollständige Neutrassierungen vorgenommen (z. B. Línea S zwischen Esperanza und Paso del Macho mit gut 2000 m Höhenunterschied). Manche dieser verbesserten Strecken wurden trotzdem im Rahmen der Privatisierung aufgegeben (z. B. Línea QA von Cuautla bis zum D.F., Línea VK nördlich von La Junta).
Im Jahr 1950 wurde die neu errichtete Schienenverbindung von Coatzacoalcos nach Campeche in Betrieb genommen, durch die der Inselbetrieb in Yucatán mit dem Hauptnetz verbunden wurde. Trotz solch wichtiger Fortschritte nahm das Streckennetz von 1910 bis 1980 nur noch um 4381 km zu. Viele als wichtig erachtete Lückenschlüsse wurden nicht erreicht. Der Bau einer doppelgleisigen, für höhere Geschwindigkeiten trassierten Strecke von Mexiko-Stadt nach Queretaro wurde 1986 weitgehend vollendet, für eine Verlängerung bis Irapuato wurde nur ein Teil des Bahndamms errichtet. Die begonnene Elektrifizierung wurde später abgeschlossen und seit 1994 mit 39 Lokomotiven betrieben, aber 1997 wieder aufgegeben und der Fahrdraht entfernt, um ein größeres Lichtraumprofil zu ermöglichen. Ein kleiner Teil dieser Strecke wird seit 2008 durch das Schnellbahnnetz „Ferrocarril Suburbano de la Zona Metropolitana del Valle de México“ genutzt. Pläne zur Revitalisierung der Strecke als Schnellfahrstrecke wurden immer wieder laut, aber bisher kam es nie zu einer Realisierung.

### Privatisierung
1996 betrieb FNM 26.623 km Strecke. Trotz der erheblichen Anstrengungen in den Jahrzehnten zuvor blieb der Eisenbahnbetrieb wenig effizient. Die Durchschnittsgeschwindigkeit der Güterzüge lag bei 25 km/h und die tägliche Kilometerleistung einer Lokomotive überschritt 250 km nicht. In den Jahren 1982 bis 1989 scheiterten mehrere Reformen des bestehenden Systems. In den folgenden Jahren wurde die Leistung des Eisenbahnsystems gesteigert und weniger profitable Dienstleistungen gestrichen. Gleichzeitig wurde die Zahl der Beschäftigten durch Versetzung in den freiwilligen Ruhestand von 80.000 auf 50.000 gesenkt. Unter der Präsidentschaft von Ernesto Zedillo wurden die Rationalisierungsmaßnahmen beschleunigt und die Voraussetzungen für eine vollständige Privatisierung geschaffen. Am 2. März 1995 trat die Reform des Artikels 28 (Absatz 4) der mexikanischen Verfassung in Kraft. Damit wurde das Monopol des Staates für die Erbringung von Eisenbahn-Dienstleistungen aufgehoben und die Beteiligung Privater ermöglicht. Die Ausführungsbestimmungen wurden durch ein Eisenbahnregulierungsgesetz (Ley Reglamentaria del Servicio Ferroviario) am 12. Mai 1995 geschaffen. Das Netz wurde nach geographischen Gesichtspunkten aufgeteilt; die neuen Gesellschaften sollten eine 50-Jährige Konzession für ihr Streckennetz erhalten, die einmalig verlängerbar ist. Anschließend verkaufte die Regierung ihre Anteile. Da die Haupteinkommensquelle der Bahn der Güterverkehr war, gab man den ohnedies rückläufigen und im Jahr zuvor nochmals ausgedünnten Personenverkehr – bis auf wenige touristische Angebote – auf. Dazu zählen Ferrocarril Chihuahua al Pacífico und der Tequila Express, eine Verbindung von Guadalajara zur Tequila-Destillerie Tequila Herradura. Die neuen Gesellschaften konnten ihre Tarife frei festlegen. Die Regulierung durch die Dirección General de Tarifas wurde eingeschränkt. Sie konnte nur Höchstpreise festlegen und bei fehlender Konkurrenz eingreifen. Die neuen Gesellschaften erhielten das Recht, innerhalb ihres Wegerechts (ein ihrem Besitzer mit der Erstkonzession privatrechtlich übertragener Streifen Land beiderseits des Schienestranges) neue Schienen zu legen. Für Gebiete in der Nähe der Städte Mexico und Monterrey sowie der Häfen Tampico und Veracruz sowie für manche Verbindungsstrecken wurde eine freie Nutzung durch Konkurrenten zu auszuhandelnden Preisen festgelegt. Die Versteigerungen fanden zwischen Ende 1996 und Mitte 1998 statt. In den meisten Fällen fand sich nur ein Bieter, lediglich für die Ferrocarril del Noreste gab es drei sehr unterschiedlich hohe Angebote, von denen das beste (der Kansas City Southern) zum Zuschlag kam.

### Bemühungen zur Reaktivierung des Personenverkehrs seit 2012
Im Regierungsprogramm des mexikanischen Präsidenten Enrique Peña Nieto, der im Dezember 2012 sein Amt antrat, war der Ausbau der Schieneninfrastruktur als ein wichtiges Ziel vorgesehen: „In Mexiko sollen wieder Reisezüge verkehren, die unsere Städte verbinden“. Im Rahmen dieser Planungen sollte eine Schnellverbindung mit 160 bis 180 km/h von Mexiko-Stadt nach Santiago de Querétaro entstehen, die die bereits funktionierende Strecke der S-Bahn bis Cuautitlán mitbenutzen und über Huehuetoca, Tula und San Juan del Río verlaufen sollte. Eine seit langem begonnene Umgehung von Celaya und Salamanca sollte auf neuer Trasse getrennt für jede der dort verkehrenden Gesellschaften fertiggestellt werden.[veraltet]
Im Dezember 2018 proklamierte der neu gewählte Präsident Andrés Manuel López Obrador die Arbeiten an einem 7,4 Milliarden US-Dollar teuren Mega-Projekt, ein 1525 Kilometer langes Schienennetz mit 15 Haltestellen auf der Halbinsel Yucatán. Eine erste Teilstrecke von Cancún nach Campeche ging im Dezember 2023 in Betrieb. Nach einer östlichen Teilstrecke im September erfolgte mit der Eröffnung am 15. Dezember 2024 der südliche Ringschluss und damit die Fertigstellung für den Personenverkehr.
Im Regierungsprogramm von Enrique Peña Nieto war auch eine Nahverkehrsverbindung auf der Strecke Mexiko-Stadt–Toluca angekündigt. Diese 58 Kilometer lange Strecke wird mittlerweile als El Insurgente bezeichnet. Im September 2023 wurde der erste Abschnitt zwischen Zinacantepec und Lerma eröffnet. Die Eröffnung einer zweiten Teilstrecke bis an den Rand von Mexiko-Stadt in Santa Fe folgte Ende August 2024, der abschließende Abschnitt bis zur U-Bahn-Station Observatorio an der Linie 1 wird für Dezember 2025 erwartet.
Darüber hinaus gab es Ende 2023 einen Vorstoß zur Reaktivierung des Personenverkehrs auf 8000 Kilometer Strecken. Die Bahngesellschaften wurden aufgefordert, Vorschläge einzureichen. Im März 2024 startete die mexikanische Regierung eine Initiative für bessere gesetzliche Voraussetzungen für die Wiederherstellung des Personenverkehrs auf Eisenbahnen.

## Bahntechnik
Das Regelspurnetz entspricht den nordamerikanischen Normen, das betrifft auch die Fahrzeugseite, beispielsweise bei den Kupplungen und Bremseinrichtungen. Nicht zuletzt wegen der Privatisierung ist die technische Ausstattung der Bahn gering, aber bei der sehr geringen Zugfrequenz (10–15 allerdings sehr lange Züge pro Strecke) offenbar ausreichend. Größere Stationen verfügen seit den 1970er Jahren über Richtfunkverbindungen. Signalsysteme finden sich nur an wenigen Strecken und dort (abgesehen von der Neubaustrecke nach Queretaro und den Installationen von FTVM) vereinzelt, z. B. bei der Einfahrt in Ausweichen. Elektrisch fernbediente Weichen sind Seltenheit. Ausweichen wurden seit der Privatisierung ausgebaut (verlängert oder neu geschaffen). Der Oberbau der großen Strecken ist fast durchgehend mit neuen Betonschwellen ausgerüstet. Elektrische Warnsignale an unbeschrankten Bahnübergängen sind zumeist nicht in Betrieb.

## Bahnhöfe

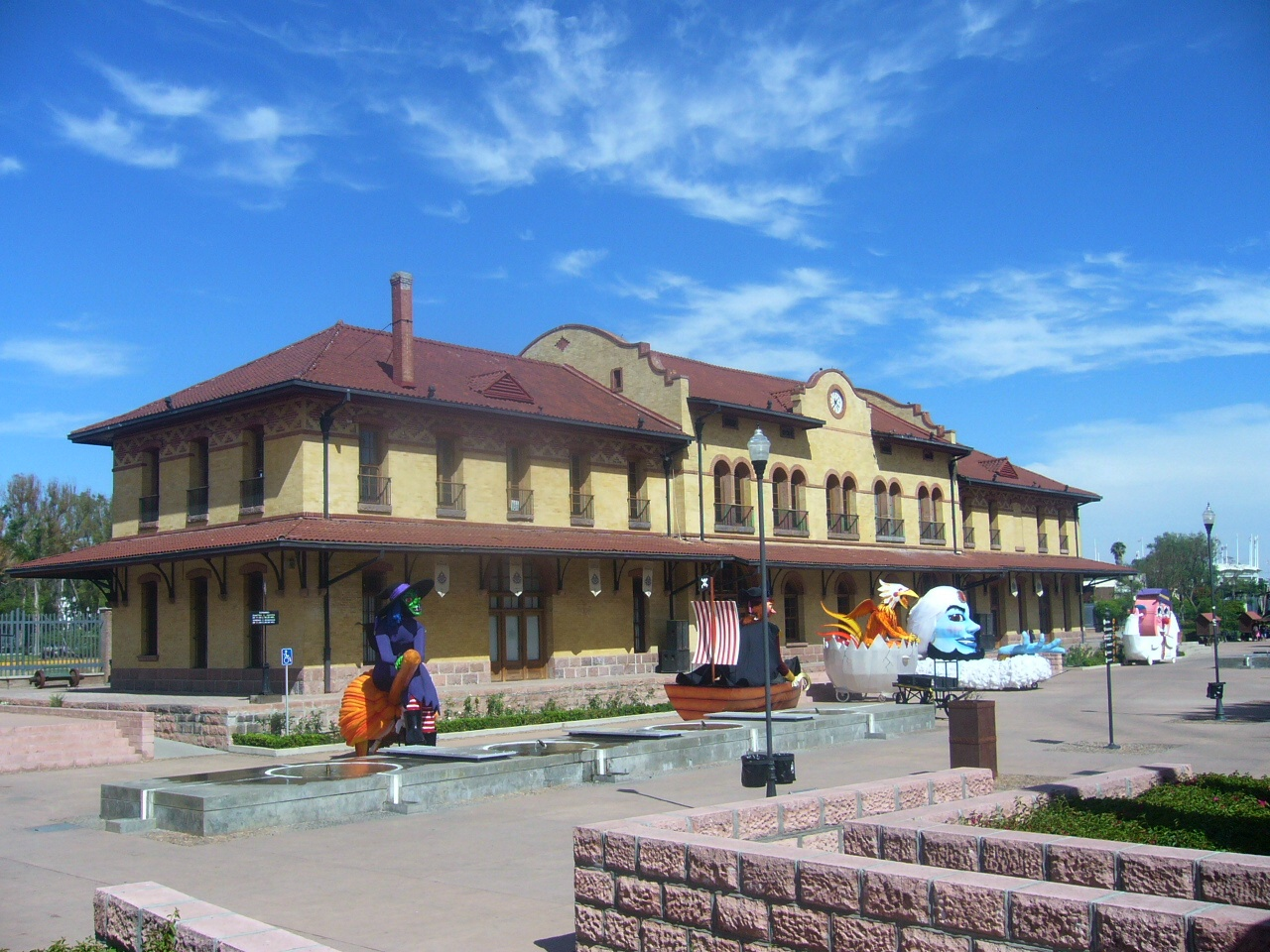
Ehemaliger Bahnhof von Aguascalientes

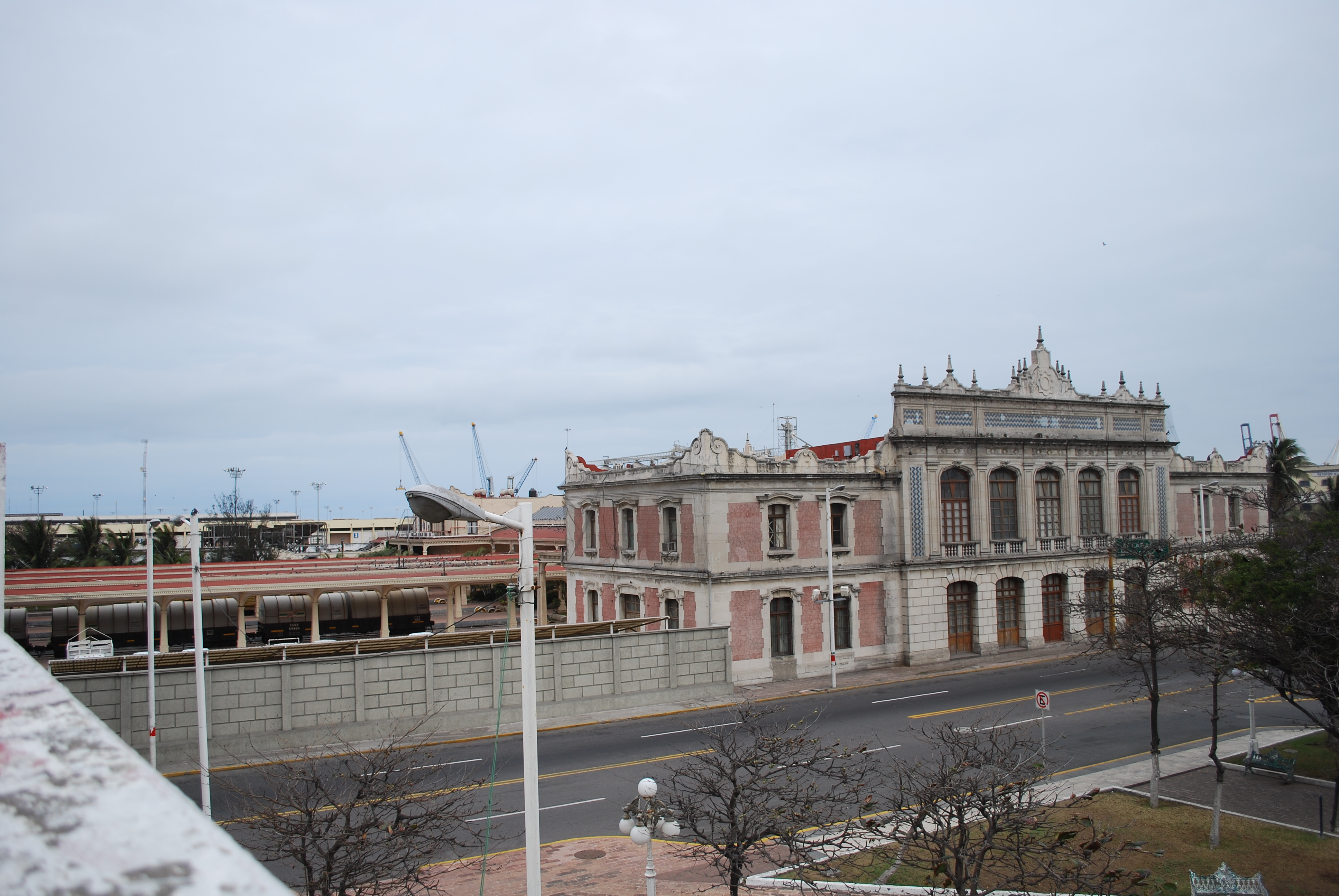
Bahnhof von Veracruz

Im Vorfeld der Privatisierung des Bahnbetriebes in Mexiko wurde im September 1999 der Personenverkehr im ganzen Land (mit Ausnahme von zuletzt zwei touristischen Zügen) eingestellt. Dadurch verloren die Personenbahnhöfe ihre Nutzung. Einige sind zu Eisenbahnmuseen umgewandelt worden, andere liebevoll restauriert für verschiedene Nutzungen. Es folgen einige Beispiele.

### Alte Bahnhöfe
- Veracruz: Kopfbahnhof der Linie S von Mexiko-Stadt, 9 Gleise.
- Puebla: Kopfbahnhof errichtet 1869, aufgegeben 1974 und ersetzt durch einen Durchgangsbahnhof. Der alte Bahnhof beherbergt heute das Museo Nacional de los Ferrocarriles Mexicanos mit zahlreichen restaurierten Originalzügen.
- Orizaba: Durchgangsbahnhof, davor eine der alten elektrischen Lokomotiven für die hier beginnende Bergstrecke aufgestellt.
- Pachuca: Kopfbahnhof Eisenbahnmuseum (Museo del Ferrocarril)
- Tula (Hidalgo): einfacher Durchgangsbahnhof
- Queretaro: Durchgangsbahnhof
- Mérida, Yucatán: Kopfbahnhof der Linie zum Hafen Progresso errichtet im Jahre 1913 in eigenwilligem Stil, heute Museo de los Ferrocarriles de Yucatán.
- Aguascalientes: Durchgangsbahnhof mit dem Museo Ferrocarrilero.

### Neubauten ab 1950

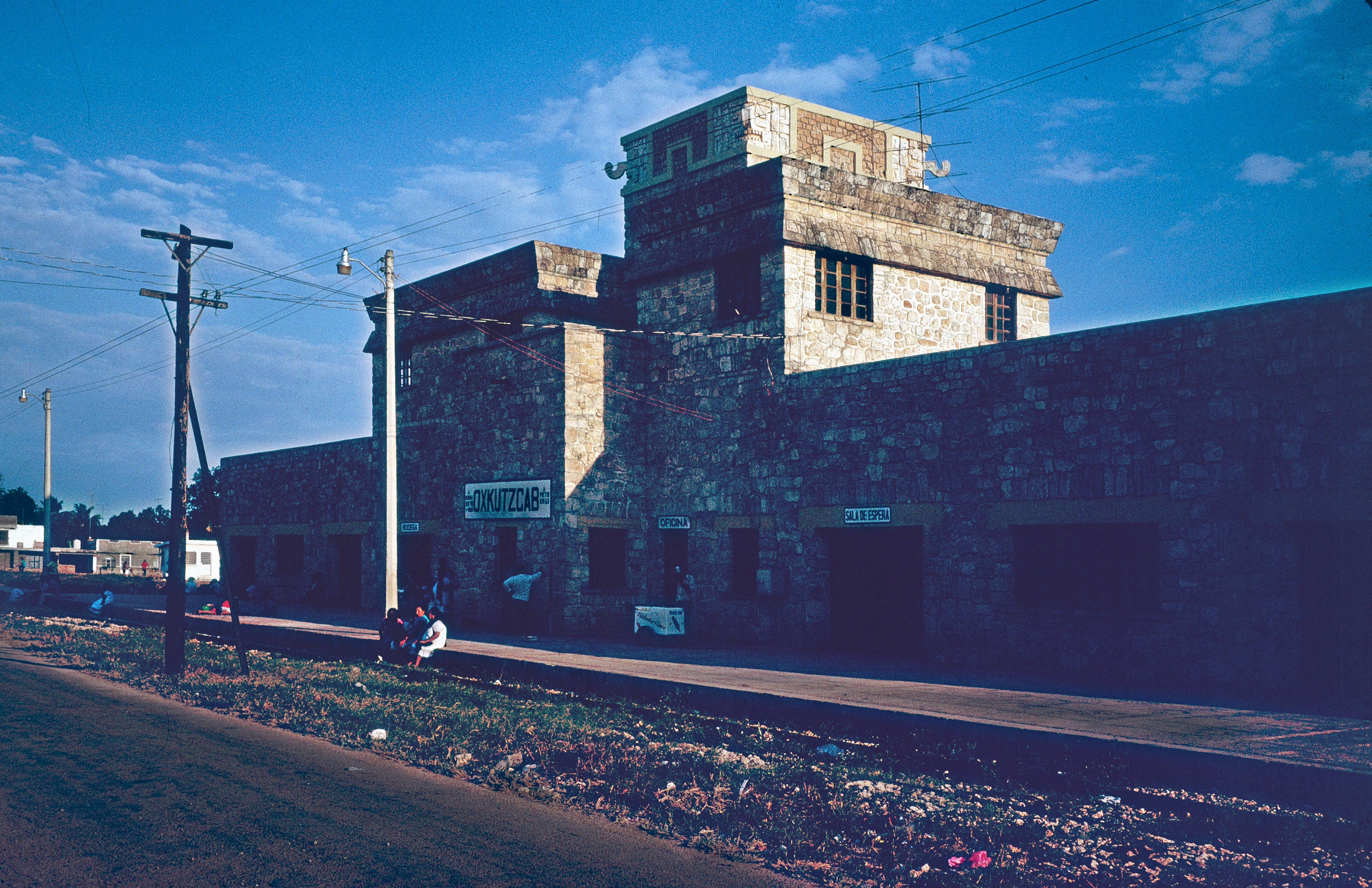
Bahnstation von Oxkutzcab mit Stilelementen des Puuc-Stils, Yucatán, Línea FP (Mérida–Peto), vor Stilllegung

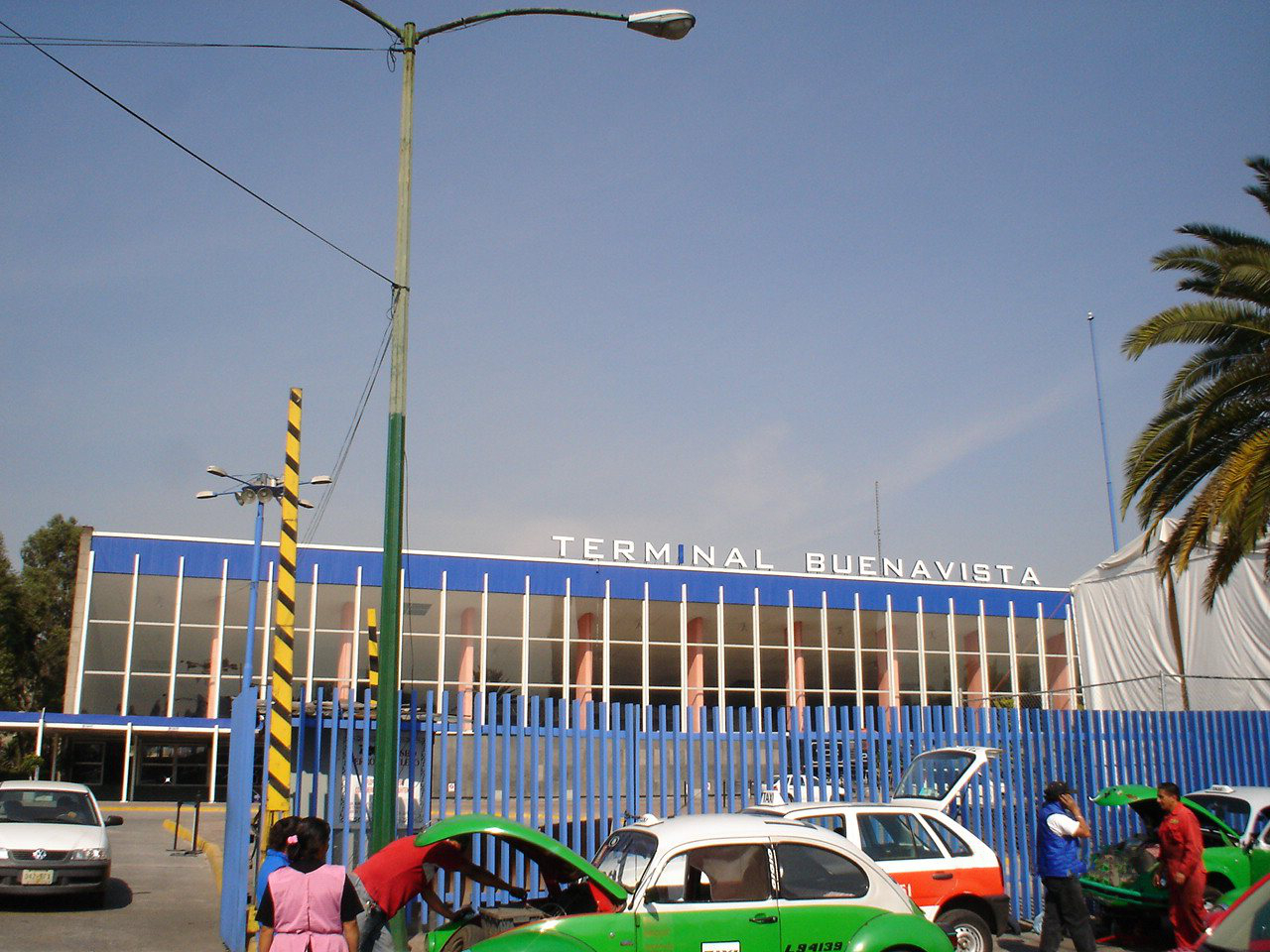
Buenavista, ehemaliger Hauptbahnhof von Mexiko-Stadt, jetzt Endpunkt der ersten S-Bahn Linie

- Mexiko-Stadt: Zu den wichtigsten Bahnhofsneubauten gehört die Estación Buenavista. Sie wurde an Stelle einer aus dem 19. Jahrhundert stammenden Station in den 1960er Jahren neu errichtet und umfasste 12 Gleise. Sie war unter anderem Kopfbahnhof der elektrifizierten Schnellstrecke nach Querétaro. Seit 2008 ist sie nach Umbau in reduziertem Ausmaß (4 Gleise) Endstelle der Schnellbahn nach Cuautitlán.
- San Luis Potosí: Kopfbahnhof mit 2 erhaltenen Bahnsteigen, heute Museo del Ferrocarril
- Ciudad Juárez: Durchgangsbahnhof
- Guadalajara: Durchgangsbahnhof, heute nur für Tequila Express genutzt
- Chihuahua: Durchgangsbahnhof, heute nur für den täglichen Touristenzug CHEPE nach Los Mochis genutzt.
- Monterrey (Nuevo León): großer Durchgangsbahnhof mit 4 Bahnsteigen

## Eisenbahngesellschaften

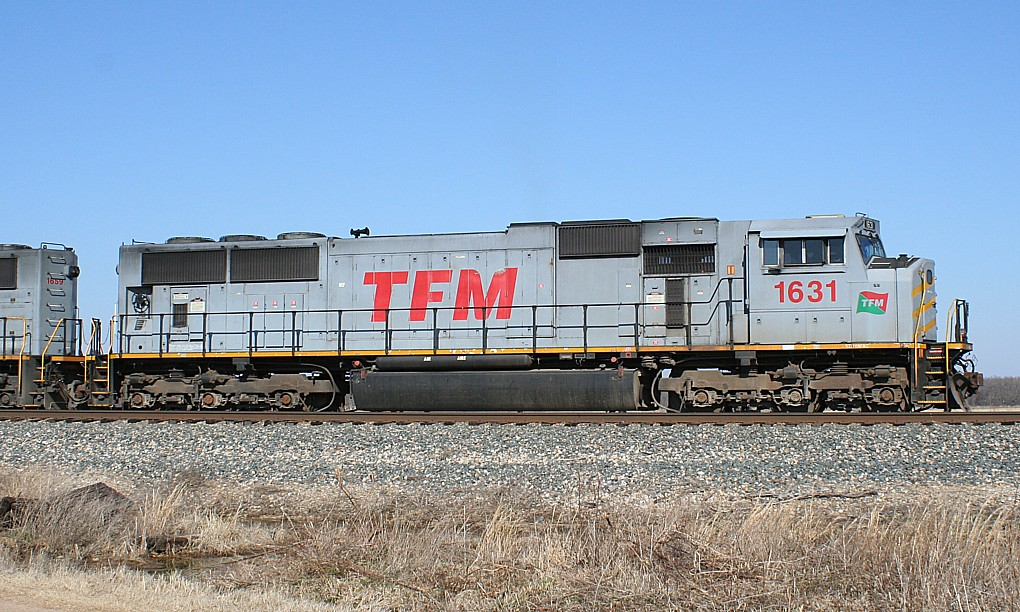
Lokomotive in den Farben von TFM, Vorgänger von KCSM

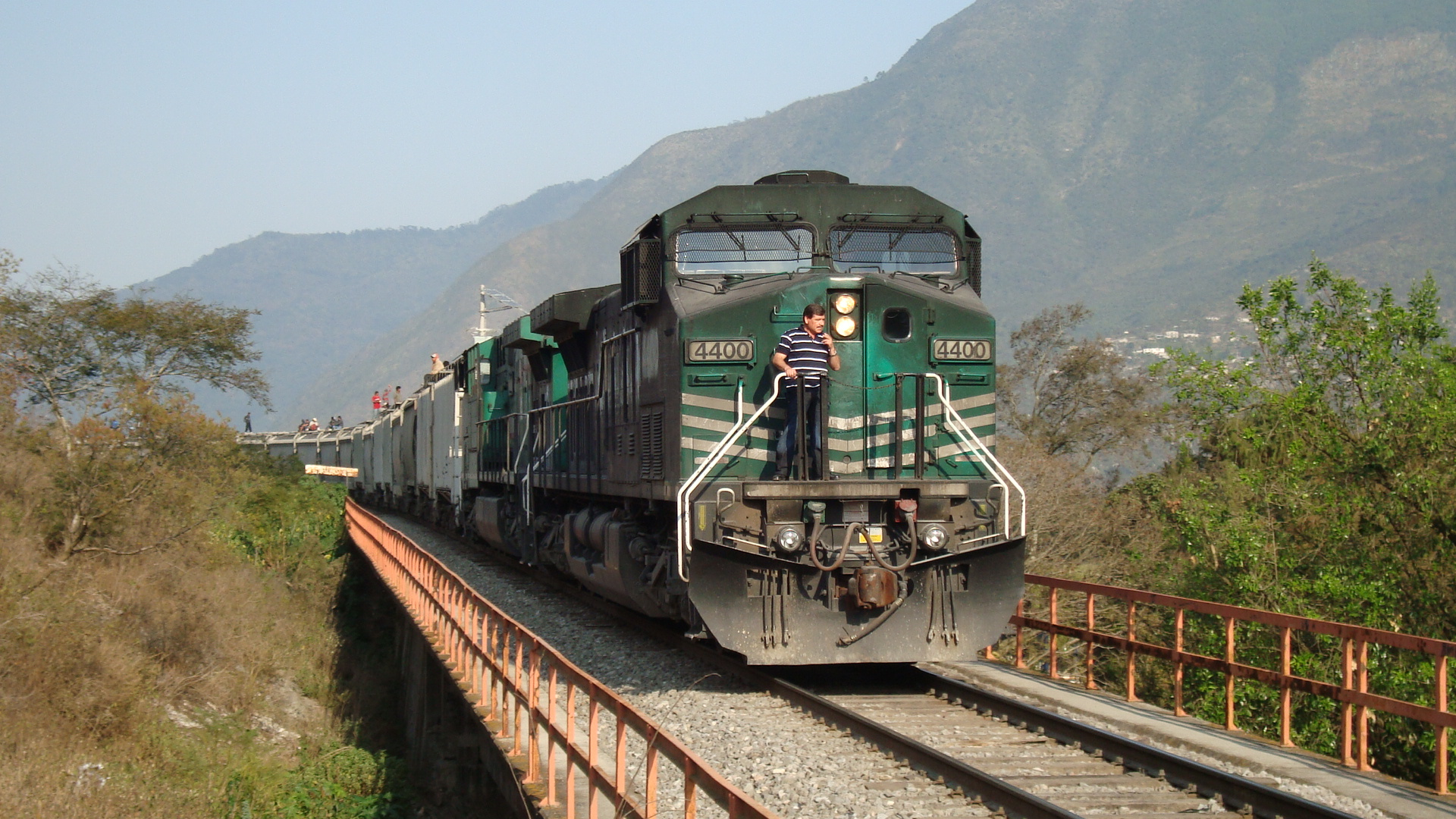
Zug der Ferrosur nahe Orizaba

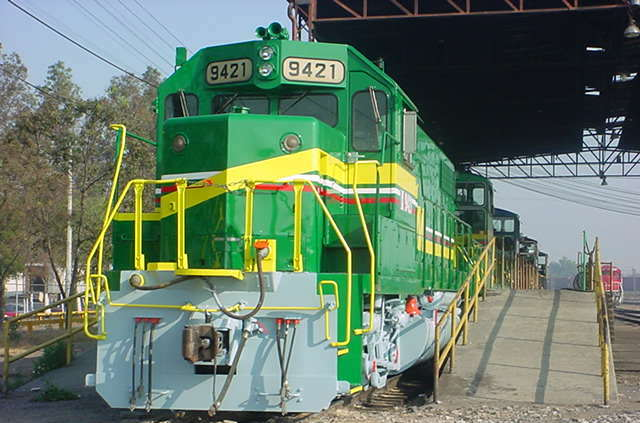
Lokomotive in den Farben von Ferrovalle

Kansas City Southern de MéxicoDie Gesellschaft KCSM ist ein Tochterunternehmen der Kansas City Southern aus den USA. Sie versorgt vor allem die Verbindungen in den Nordosten Mexikos sowie Strecken zu den Häfen Lázaro Cárdenas, Veracruz (über Xalapa), Tampico und Matamoros/Brownsville. Die Länge der konzessionierten Strecke beträgt 4821 km. KCSM hatte nach langem Rechtsstreiten die Gesellschaft Ferrocarril del Noreste (TFM), Erstbesitzerin der Konzession, übernommen.
Ferrocarril Mexicano (Ferromex)Die Streckenlänge beträgt 8460 km. Die Gesellschaft FXE versorgt hauptsächlich die Verbindungen von Mexiko-Stadt in den Nordwesten Mexikos bis zur Grenze zu den USA. Sie verfügt über Verbindungen zum Hafen Manzanillo und über die Strecke nach Mexicali zu den Häfen am Golf von Kalifornien sowie über eine Verbindung vom Hafen Tampico nach Monterrey und zu ihren übrigen Strecken.
Ferrocarril del Sureste (Ferrosur)Das Streckennetz von FSRR betrug im Jahre 2010 1505 km und bedient ausschließlich die nähere Umgebung der Stadt Mexiko bis Pachuca sowie die Verbindung über Orizaba nach Veracruz und einige Kilometer über Coatzacoalcos hinaus.
Ferrocarril del Istmo de Tehuantepec (Ferroistmo)Die Gesellschaft FIT ist im Staatsbesitz. Die baulichen Einrichtungen der Bahnstrecke von Medias Aguas zum Hafen Salina Cruz wurden am 23. Dezember 1999 dem Verkehrsministerium (Secretaría de Comunicaciones y Transportes) übergeben, nachdem das Finanzministerium (Secretaría de Hacienda y Crédito Público) am 3. März 1999 die Gründung einer Gesellschaft mit staatlicher Mehrheitsbeteiligung unter dem Namen Ferrocarril del Istmo de Tehuantepec (Ferroistmo) gestattet hatte. Die Bahnstrecke hat eine Länge von 205,845 km und wurde später im Hafen um 1,53 km verlängert. Sie weist eine maximale Steigung von 22,2 ‰ auf.
Ferrocarriles de Chiapas – MayabDas Streckennetz der Gesellschaft, die eine Tochtergesellschaft der Genesee and Wyoming war, umfasste die Linien von Juchitán de Zaragoza (Oaxaca) an der Ferroistmo bis nach Tapachula und zur Grenze nach Guatemala, wo der Bahnbetrieb (Schmalspur) eingestellt ist. Eine zweite Linie reichte von Coatzacoalcos bis nach Mérida, an die kleinere Strecken anschlossen. Am 25. Juni 2007 gab die Gesellschaft nach schwerer Beschädigung besonders der Strecke nach Tapachula durch einen Wirbelsturm die Konzession zurück und stellte einen Monat später den Betrieb ein. Der bereits begonnene Verkauf von Fahrzeugen wurde durch das zuständige Ministerium unterbunden, das der Ferroistmo das Recht einräumte, den Eisenbahnbetrieb auf den beiden Strecken vorläufig fortzuführen. Auf der Chiapas-Strecke bedeutete das erhebliche Investitionen in Reparaturen sowie die Errichtung einer neuen Umgehung von Tapachula, die nach langen Verzögerungen über die Ablöse von Grundstücken im November 2013 fertiggestellt wurde. Die Streckenlänge der Gesellschaft beträgt 1550 km.
Linea Ferrocarril Coahuila-DurangoDie Bahngesellschaft LFCD (Streckenlänge 1080 km) ist im Besitz verschiedener Minengesellschaften in den in ihrem Namen genannten Staaten und versorgt diese mit Bahnanschluss.
Ferrocarril y Terminal del Valle de México (Ferrovalle)Die Gesellschaft mit der Abkürzung FTVM ist im gemeinsamen Besitz der großen Bahngesellschaften und des mexikanischen Staates. Sie betreibt die Eisenbahnanlagen (Strecken und vor allem Verschubbahnhöfe) in Mexiko-Stadt und der näheren Umgebung, die sich weiterhin im Besitz des mexikanischen Staates befinden.

## Struktur

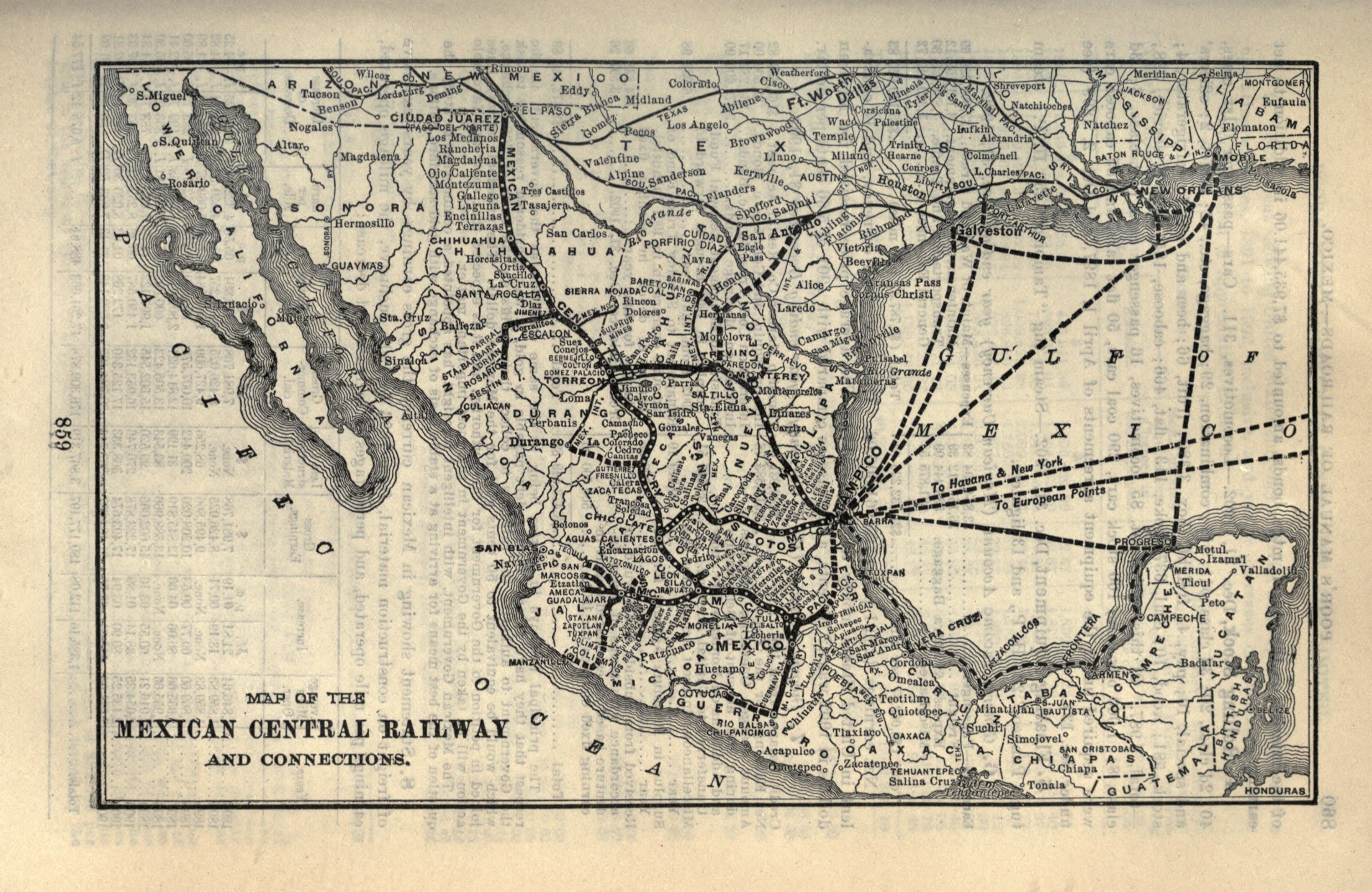
Streckennetz und Bauprojekte des Ferrocarril Central, 1903

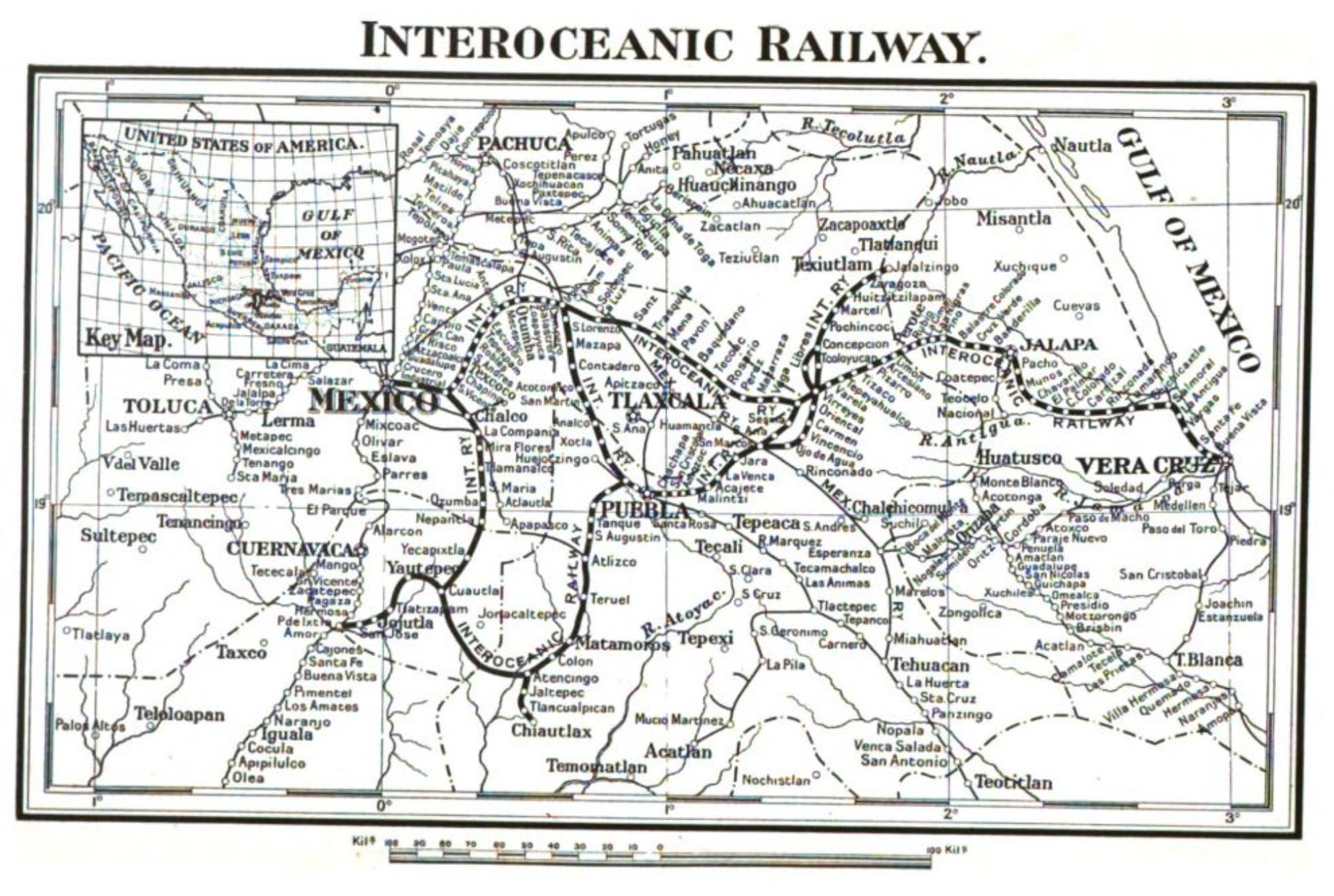
Streckennetz des Ferrocarril Interoceánico, 1912

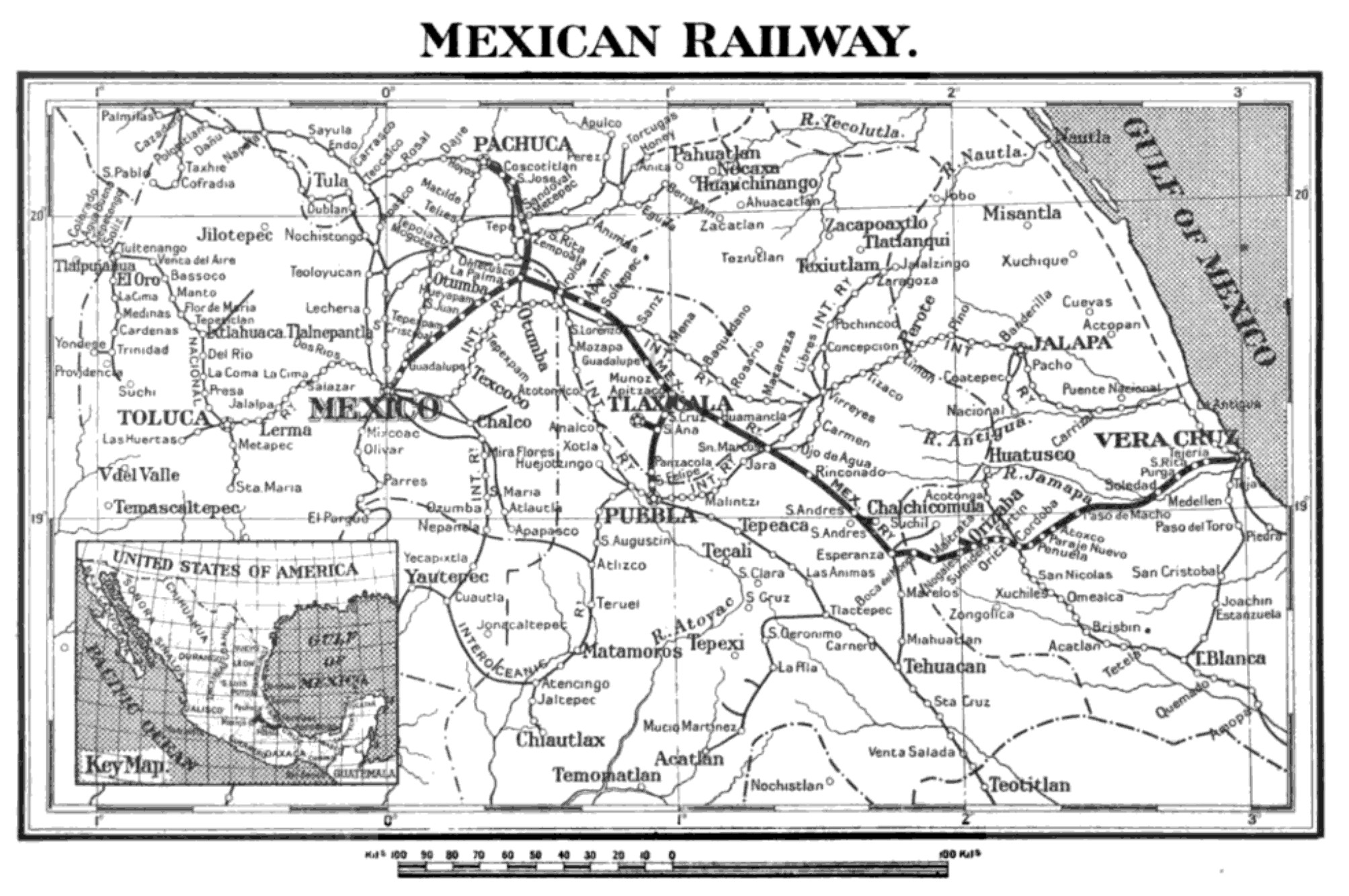
Streckennetz des Ferrocarril Mexicano, 1912

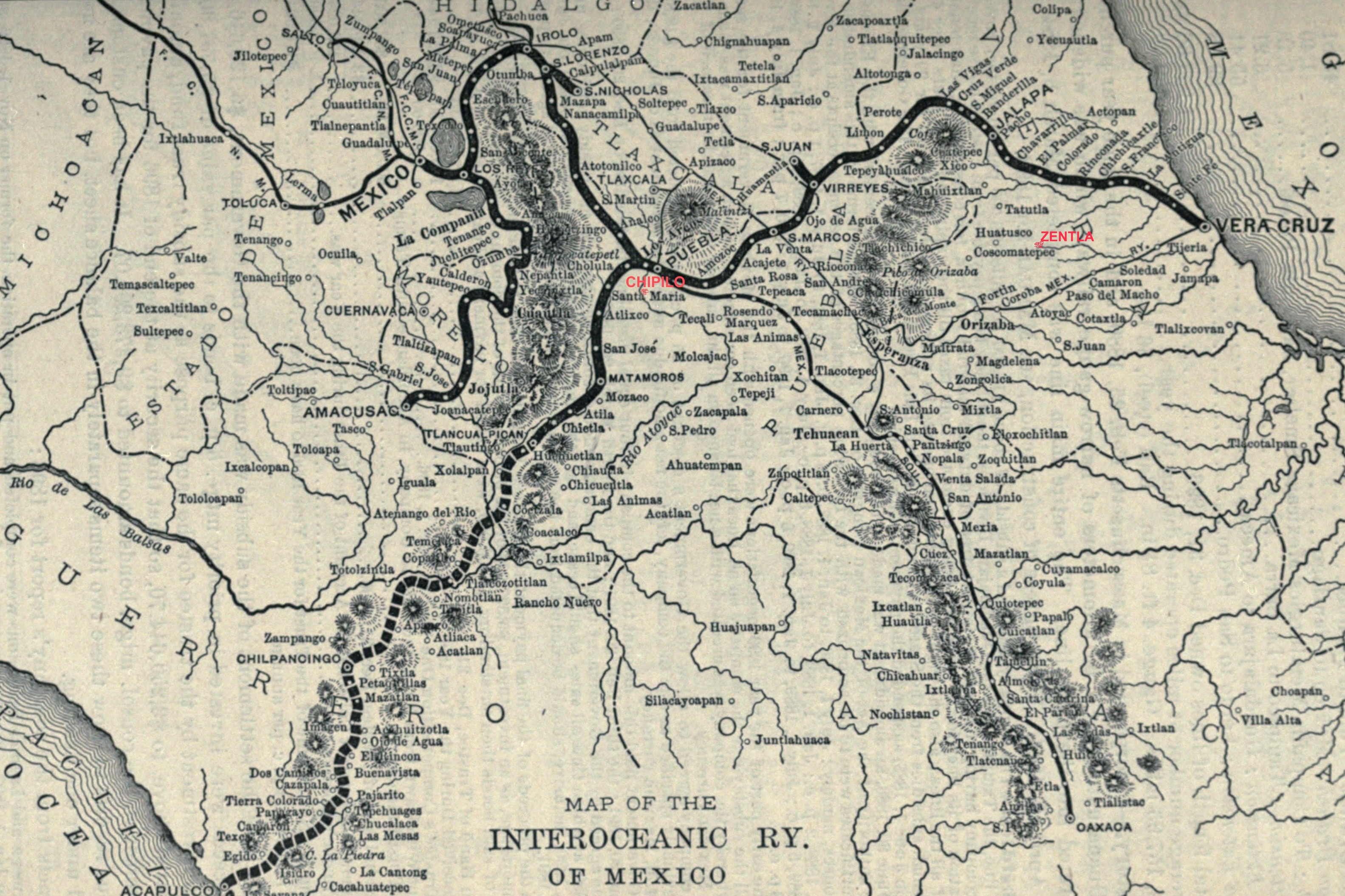
Geplante Verbindung von Puebla nach Acapulco, 1908

Von Anfang an war das mexikanische Bahnnetz auf Verbindungen zu zwei große Zielzonen ausgelegt: zu den U.S.A. im Norden und zu den Häfen an der Golfküste oder am Pazifik, hinzu kamen direkte Verbindungen zwischen den Häfen. Während die ersteren die Überwindung großer Entfernungen in wüstenhaftem Gelände erforderlich machten, stellten sich den letzteren wegen des zerklüfteten Abfalls insbesondere zur Pazifikküste gewaltige Herausforderungen entgegen, die mit den gegebenen technischen und finanziellen Möglichkeiten nur sehr schwer zu überwinden waren. Eine Reihe dieser Strecken blieb deshalb unvollendet: Die im 19. Jahrhundert begonnene Strecke von Mexiko-Stadt zum Hafen Acapulco durch die Compañía del Ferrocarril Central wurde 1899 wegen der hohen Kosten nur bis zum Río Balsas errichtet, eine alternative Strecke von Puebla kam über die Planung kaum hinaus. Die Strecke von Durango nach Mazatlán endete abrupt unmittelbar nach einem langen Tunnel nahe dem Sägewerk La Lagunita. Auch auf der direkten Verbindung von Mexiko-Stadt zum Hafen Tampico wurde das aufwändige Mittelstück nie errichtet. Andere Verbindungen wurden erst Mitte des 20. Jahrhunderts fertiggestellt (siehe Karte: Streckennetz des Ferrocarril Central). Allen Strecken ist gemeinsam, dass sie in dem von großen Höhenunterschieden und Gebirgszügen geprägten Gelände zu langen, vom Umwegen charakterisierten Streckenverläufen gezwungen waren, einerseits um durch einen geringen Steigungsgradienten die damals verfügbaren Lokomotiven nicht zu überfordern und andererseits auf allzu kostenintensive Kunstbauten wie Tunnel und Brücken möglichst zu verzichten.
Strecken zu den Häfen
| Verbindung                             | Fertigstellung / Lücke (Luftlinie)                                                                                             | Zustand (Betreiber)     |
| -------------------------------------- | --- | ----------------------- |
| San Luis Potosí – Hafen Tampico        | | in Betrieb (KCS)        |
| Mexiko-Stadt – Hafen Tampico           | Lücke: Honey oder Apulco (Tulancingo) – Ochentaiuno (Tampico) (132 km) Karte:                                                  | abgebaut                |
| (Mexico-Stadt) – Puebla – Hafen Nautla | Lücke: Teziutlán – Nautla (75 km)                                                                                              | abgebaut                |
| Mexiko-Stadt – Hafen Veracruz          | (via Jalapa) | in Betrieb (KCS)        |
| Mexiko-Stadt – Hafen Veracruz          | (via Orizaba) | in Betrieb (Ferrosur)   |
| Hafen Coatzacoalco – Hafen Salina Cruz | (Isthmus von Tehuantepec) fertig 1924                                                                                          | in Betrieb (Ferroistmo) |
| Puebla – Hafen Puerto Escondido (?)    | Lücke: Ocotlan (Oaxaca) – unbestimmter Hafen (110 km), ursprünglich FC Mexicano del Sur, Karte:                                | südl. Tehuacan abgebaut |
| Mexiko-Stadt – Hafen Acapulco (1899)   | Lücke: Balsas Norte – Acapulco (127 km) Karte:                                                                                 | abgebaut                |
| Puebla – Hafen Acapulco                | Lücke: Abzweig Chietla – Tlancualpican via Chilpacingo (215 km)                                                                | abgebaut                |
| Mexico – Hafen Lázaro Cárdenas         | | in Betrieb (KCS)        |
| Guadalajara – Hafen Manzanillo         | fertig 1909 | in Betrieb (Ferromex)   |
| Durango – Hafen Mazatlan               | Lücke: El Salto (Trasse 50 km weiter bis südlich Mexiquillo) – Concordia (Sinaloa) teilw. Tasse bis Villa Unión (70 km) Karte: | abgebaut                |
| Chihuahua – Hafen Topolobampo (CHEPE)  | fertig 1961 | in Betrieb (Ferromex)   |

Wichtige Bahnlinien in Mexiko
| Linie | von            | über                                                 | nach                                     | km                | Betreiber / Zustand                   |
| ----- | -------------- | ---------------------------------------------------- | ---------------------------------------- | ----------------- | ------------------------------------- |
| A     | Mexiko-Stadt   | León, Aguascalientes, Chihuahua                      | Ciudad Juárez                            | 1973              | Ferromex                              |
| AQ    | Mexiko-Stadt   |                                                      | Querétaro                                | 246               | Ferromex                              |
| B     | Mexiko-Stadt   | San Luis Potosí, Monterrey                           | Nuevo Laredo                             | 1290              | KCS de México                         |
| C     | Mexiko-Stadt   | Iguala                                               | Balsas                                   | 293               | abgebaut                              |
| DA    | Torreón        |                                                      | Durango                                  | 1132              | LFCD                                  |
| DB    | Durango        |                                                      | Tepehuanes                               | 217               | ab San Miguel de Cada Blanca abgebaut |
| DC    | Durango        | Sombrerete                                           | Felipe Pescador                          | 260               | LFCD                                  |
| DE    | Durango        | El Salto (ex Aserraderos)                            | La Ciudad (nur Trasse)                   | 135 (+ 70 Trasse) | abgebaut                              |
| DN    | Purisima       |                                                      | Recogijo                                 | 56                | abgebaut                              |
| E     | Puebla         | Tehuacán, Oaxaca                                     | Tlacolula                                | 400               | Ferrosur / ab Tehuacán abgebaut       |
| F     | Monterrey      |                                                      | Matamoros                                | 330               | KCS de México                         |
| FA    | Coatzacoalcos  | Campeche                                             | Mérida                                   | 895               | Ferroistmo                            |
| FD    | Mérida         | Izamal                                               | Tizimín                                  | 178               | Ferroistmo                            |
| FP    | Mérida         | Tekax                                                | Peto                                     | 155               | abgebaut                              |
| G     | Córdoba        | Tierra Blanca                                        | Medias Aguas                             | 300               | Ferrosur                              |
| GA    | Veracruz       |                                                      | Tierra Blanca                            | 95                | Ferrosur                              |
| H     | Jaltocan       |                                                      | Honey                                    | 151               | teilw. abgebaut                       |
| I     | Irapuato       | Guadalajara, Ciudad Guzmán                           | Manzanillo                               | 615               | Ferromex                              |
| K     | Ixtepec        | Tapachula                                            | Ciudad Hidalgo                           | 459               | Ferroistmo                            |
| L     | Aguascalientes |                                                      | Tampico                                  | 669               | KCS de México                         |
| M     | Torreón        | Ciudad Victoria                                      | Tampico                                  | 897               | Ferromex                              |
| N     | Mexiko-Stadt   | Toluca Morelia                                       | Apatzingán                               | 630               | KCS de México                         |
| Q     | Ojinaga        | Chihuahua, Creel                                     | Topolabampo                              | 942               | Ferromex                              |
| QA    | La Junta       | Nuevo Casas Grandes                                  | Ciudad Juárez                            | 568               | abgebaut                              |
| R     | Saltillo       |                                                      | Piedra Negras                            | 439               | Ferromex                              |
| S     | Mexiko-Stadt   | Apizaco, Maltrata, Orizaba                           | Veracruz                                 | 471               | Ferrosur                              |
| T     | Guadalajara    | Tepic, Mazatlán                                      | Nogales                                  | 1706              | Ferromex                              |
| TA    | Nogales        |                                                      | Nacozari                                 | 325               | Ferromex                              |
| U     | Benjamin Hill  |                                                      | Mexicali                                 | 523               | Ferromex                              |
| V     | Mexiko-Stadt   | Perote, Xalapa                                       | Veracruz                                 | 469               | KCS de Mexico                         |
| VB    | Nanacamilpa    | San Martín Texmelucan, Puebla, Amozoc, Lara Grajales | Oriental                                 | 218               | Ferrosur / teilw. abgebaut            |
| VC    | Puebla         | Atlixco, Izúcar                                      | Cuautla                                  | 123               | abgebaut                              |
| VC    | Puebla         | Izúcar                                               | Abzweig Tlancualpican (Projekt Acapulco) |                   | abgebaut                              |
| VF    | Oriental       |                                                      | Tezuitlan                                | 90                | abgebaut                              |
| Z     | Coatzacoalcos  |                                                      | Salina Cruz                              | 303               | Ferroistmo                            |

Als Ausgangs- und Zielorte sind nicht die eigentlichen Abzweigstellen, sondern nahegelegenen größere Orte angegeben.

## Systemische Probleme
Die orografischen Bedingungen Mexikos schränken Bau und Betrieb von Eisenbahnlinien erheblich ein. Insbesondere der Höhenunterschied zwischen dem östlichen Küstenland am Golf von Mexiko und dem mexikanischen Hochland mit Höhen von 2200 bis 2500 m, der auf einer relativ kurzen Distanz überwunden werden muss, sowie die zahlreichen, meist vulkanischen Gebirgszüge im mexikanischen Hochland, deren Pässe meist über 3000 m hoch liegen, stellen eine große Herausforderung dar oder machen den Bahnbau unmöglich. Die im 19. Jahrhundert errichteten Linien vermeiden die großen Höhenunterschiede durch weite Umwege, zahlreiche Serpentinen und Kehrschleifen. Damit konnte die Steigung mit den damals verfügbaren Lokomotiven bewältigt werden, die Strecken waren jedoch lang und die Geschwindigkeit sehr niedrig. Dies zeigt ein Längenvergleich für die Linien, die von Mexiko-Stadt zu den benachbarten Staatshauptstädten Puebla und Toluca führen. Im ersteren Fall stehen 184 km Schiene 123 km Autobahn gegenüber. Im letzteren Fall betrug die Länge der Bahnstrecke 74 km gegenüber 68 km Autobahn (Da die Bahnstrecke aber aufgegeben wurde, ist eine Bahnverbindung nur noch über Celaya möglich, mit rund 590 km Länge). Diese Charakteristika führten zu langen Fahrzeiten, die die Eisenbahn für den Personenverkehr zunehmend unattraktiv machten. In den 1970er Jahren neu trassierte Strecken (z. B. Esperanza–Orizaba, Linie SC, auf der Strecke Mexiko-Stadt–Veracruz) weisen ähnliche Charakteristika auf. Dies gilt nicht für die Neubaustrecke Querétaro – San Luis Potosí und nur bedingt für die Neubaustrecke Mexiko-Stadt–Queretaro.
Die Bahnstrecken vom mexikanischen Hochland zur Pazifikküste boten wegen des sehr zerklüfteten Abfalls zur Küste noch größere Herausforderungen und blieben teilweise unvollendet (siehe oben). Betrieben wurde nur die Strecke von Guadalajara nach Tepic und über Colima zum Hafen Manzanillo sowie die als CHEPE bekannte Strecke durch den „Copper Canyon“ von Chihuahua nach Los Mochis und zum Hafen Topolabampo.
Alle Strecken (Ausnahme: Neubaustrecke Mexiko-Stadt–Queretaro) sind eingleisig, es gibt niveaugleiche Streckenkreuzungen und unzählige ungesicherte Bahnübergänge. Die Strecken führen oft mitten durch Städte (oft auf dem Mittelstreifen großer Straßen), wo die Züge große Verkehrsstaus bewirken. Die Umgehung Tehuantepec ist in Betrieb, eine weitere in Tapachula (Chiapas) wurde 2013 fertiggestellt, der Bau der Umgehung Córdoba (Veracruz) ist seit Jahren unterbrochen, eine Umgehung Querétaro–Celaya sowie an weiteren Orten befindet sich in Untersuchung, andere Baumaßnahmen wurden abgebrochen. Unzureichende Investitionen in Unterhalt und Ausbau der Strecken sowie in das Rollmaterial führen zu extrem geringen Durchschnittsgeschwindigkeiten (2006: 24 km/h, für 2012 waren 31 km/h geplant).

## Verbindungen mit Nachbarländern
- Vereinigte Staaten: Übergangspunkte der Gesellschaft Ferromex sind Mexicali und Nogales (zur Union Pacific Railroad), Ciudad Juárez (zur BNSF Railway und Union Pacific Railroad) und Ojinaga (zurzeit, 2014, Strecke unterbrochen), sowie Nuevo Laredo der Gesellschaft Kansas City Southern de México (zur Muttergesellschaft Kansas City Southern). Die Spurweite ist durchgehend 1435 mm.
- Guatemala: Einziger Übergangspunkt war Ciudad Hidalgo (bei Tapachula, Chiapas) / Ciudad Tecún Umán mit Wechsel der Spurweite von 1435 mm auf 914 mm. Die Eisenbahnverbindung von Tecún Umán nach Guatemala-Stadt wurde 1996 eingestellt, eine Wiederaufnahme ist wegen der seither erfolgten Zerstörungen, Besiedlung der Strecke und anderweitiger Nutzung praktisch unmöglich. Die einzige Verbindung weiter nach Südosten bestand in einer Strecke von Zacapa – Chiquimula (Guatemala) nach Ipula – Metapan (El Salvador), sie ist inzwischen abgebaut. Von El Salvador hat es nie eine Eisenbahnstrecke weiter nach Honduras gegeben, von dort ebenso wenig nach Nicaragua und auch nicht weiter nach Costa Rica. In den meisten mittelamerikanischen Staaten ist der Eisenbahnverkehr völlig oder weitgehend eingestellt.
- Belize: Keine Verbindung, kein Eisenbahnnetz.

## Städtischer Nahverkehr

### Mexiko-Stadt

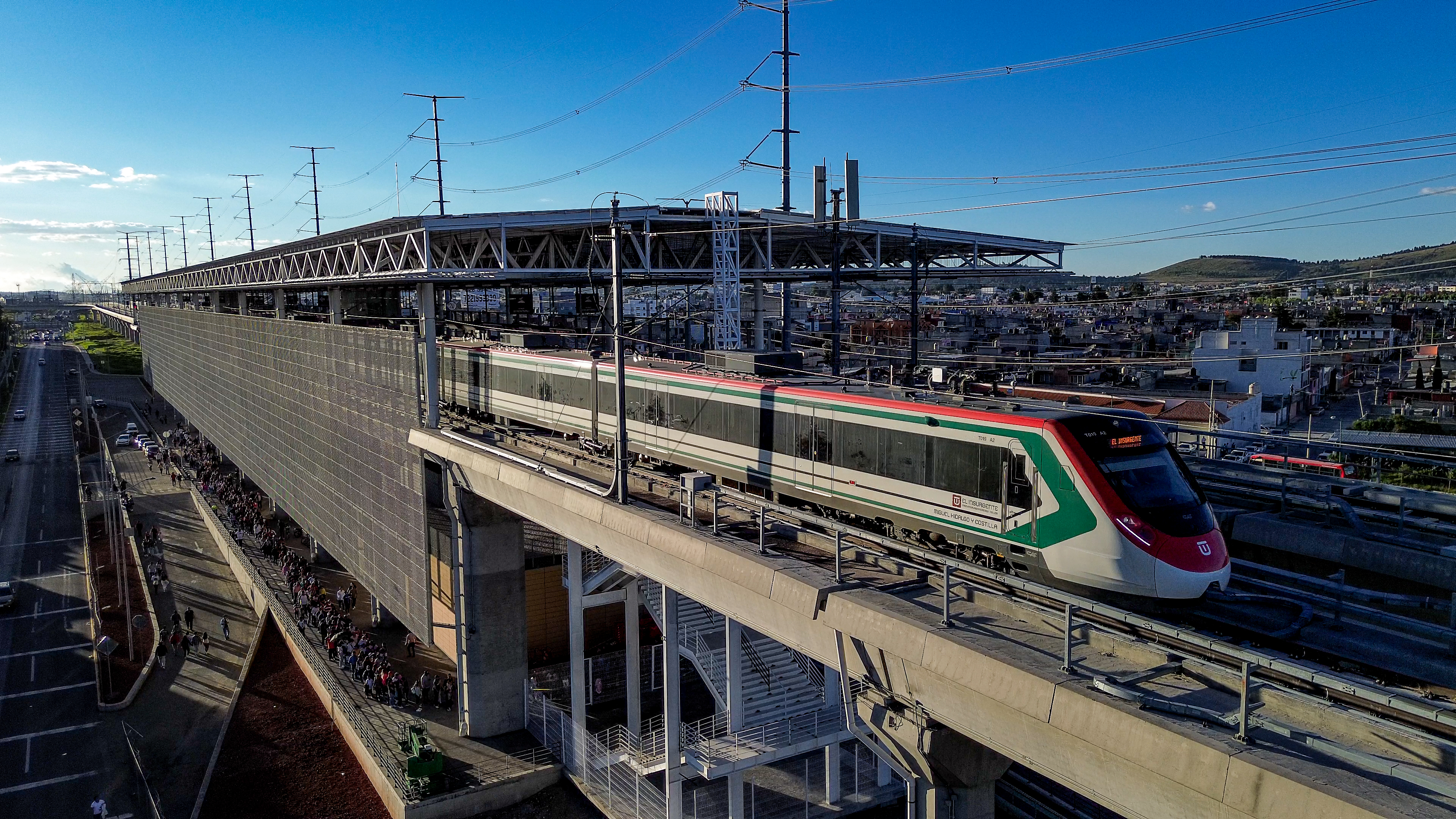
Station «Zinacantepec» der Interurbano-Linie «El Insurgente» von Mexiko-Stadt nach Toluca

In Mexiko-Stadt besteht seit 5. September 1969 ein U-Bahn-Netz mit einer Streckenlänge von inzwischen 201 Kilometern. Außerdem ist seit 7. Mai 2008 das erste Teilstück des S-Bahn-Systems Tren Suburbano del Valle de México von 26 Kilometern zwischen dem Bahnhof Buenavista und der Stadt Cuautitlán in Betrieb. Die Zugsicherung erfolgt mit ETCS Level 1, der ersten entsprechenden Installation auf dem amerikanischen Kontinent. Eine vorgesehene Erweiterung der Strecke nach Norden bis Huehuetoca sowie weitere Strecken nach Jardines de Morelos und Chalco sind derzeit (Stand Mai 2025) weder im Bau noch in Betrieb. Dagegen ist ein 24 Kilometer langer Abzweig der ersten Linie von der Station Lechería zur Station AIFA am internationalen Flughafen Felipe Ángeles im Bau, der im Juli 2025 eingeweiht werden soll.
Darüber hinaus ist mit dem El Insurgente ein Schnellbahnverkehr im Westen der Stadt nach Toluca im September 2023 in Betrieb gegangen. Zuerst auf knapp 20 Kilometern von Zinacantepec bei Toluca bis Lerma, seit August 2024 über weitere 30 Kilometer bis Santa Fe am westlichen Stadtrand. Die finale Verlängerung zur Station Observatorio der Linie 1 und zukünftig auch 12 der U-Bahn Mexiko-Stadt soll im Herbst 2025 eröffnet werden. Die Strecke unterquert den Bergzug Sierra de las Cruces in einem 4,5 Kilometer langen Tunnel und weist in Toluca drei Stationen sowie eine weitere in Zinacantepec auf.

### Monterrey

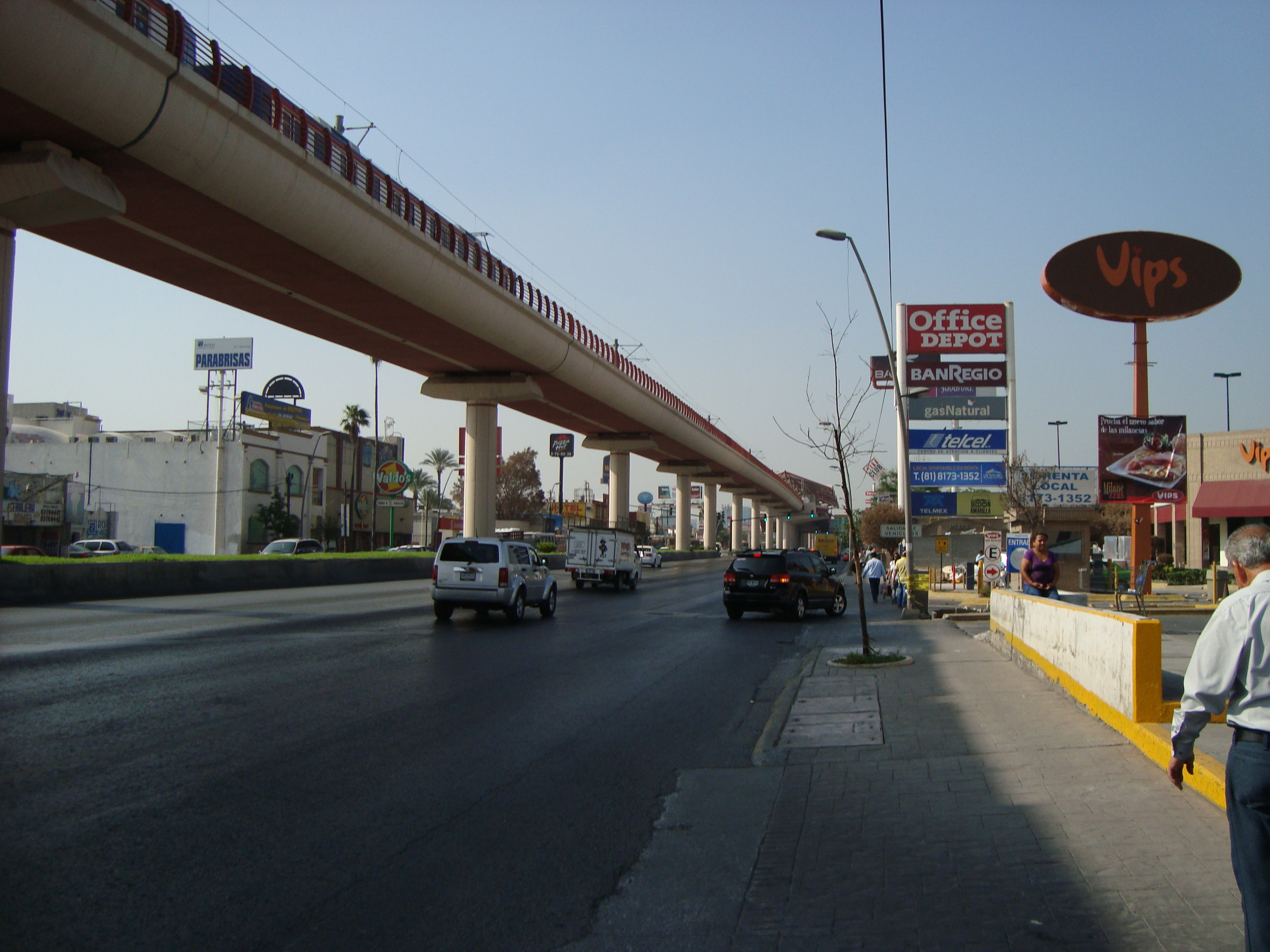
Metrorrey

Seit 25. April 1991 besitzt die Stadt Monterrey eine Stadtbahn mit Namen Metrorrey. Das gut 39 Kilometer lange Netz besteht aus zwei Routen. Eine Teilstrecke der Linie 2 und 3 ist im Innenstadtbereich als U-Bahn geführt, das ganze übrige Netz als Hochbahn. Das Netz wird mit drei Linien befahren. Der Ausbau des Netzes um zwei Einschienenbahn-Linien 4 und 6 läuft aktuell, zur Fußball-Weltmeisterschaft 2026 soll ein erster, gut 12 Kilometer langer Abschnitt der Linie 6 eröffnet werden. Dessen Verlängerung zum Flughafen Monterrey sowie die Linie 4 sollen 2027 in Betrieb gehen. Darüber hinaus soll nach dem Ausbau der Bahnstrecke Saltillo–Nuevo Laredo ein S-Bahn-ähnlicher Betrieb auf einer Linie im Stadtgebiet ab voraussichtlich 2028 zur Verfügung stehen.

### Guadalajara
In der Stadt Guadalajara wurde 1989 eine erste Stadtbahn-Linie über zunächst 15,6 Kilometer eröffnet, eine zweite über weitere 8,7 Kilometer kam 1994 hinzu. Die Streckenlänge des Sistema de Tren Eléctrico Urbano betrug damit gut 24 Kilometer. Eine dritte Strecke ging mit der als U-Bahn gebauten Línea 3 in 2020 in Betrieb, sie ist 21,5 Kilometer lang und verbindet das Stadtzentrum von Guadalajara mit den Stadtteilen Zapopan und Tlaquepaque.
Eine vierte Linie, erneut eine Stadtbahnstrecke, führt in das südlich gelegene Tlajomulco und sollte im März 2024 in Betrieb gehen, deren Eröffnung ist nunmehr für Herbst 2025 vorgesehen. Die 21,2 Kilometer lange Strecke wurde neben einer vorbestehenden Eisenbahntrasse zweigleisig ausgebaut, die eingleisige Altstrecke soll wieder der Güterbeförderung dienen.

## Feldbahnen
Darüber hinaus gab es früher zahlreiche schmalspurige Feldbahnen auf den Haziendas, die meist mit Zugtieren oder Dampflokomotiven betrieben wurden. Allein in Yucatán gab es 1356 km Feldbahngleise.